# Лука Лазаревић
Лука Лазаревић (Свилеува, 1774 — Шабац, 29. април 1852) био је српски јунак, војвода, великан Првог српског устанка и православни свештеник (поп).

## Биографија
Рођен је у Свилеуви 1774. године од оца Теодора и мајке Јевросиме. После школовања у Срему оженио се Маријом, кћерком врло имућног Максима Пејића из села Забрдице код Ваљева, са којом је добио синове Михајла и Кузмана. После неколико година попадија је изненада умрла, а поп Лука се посветио синовима и црквеној служби, јер му је владика ваљевски Данило дао парохију за Коцељеву и Љутице.
Много је волео добре коње и оружје, од којих се никада није растајао. Имао је петнаестак рана, а један куршум у телу и у гроб је однео.
Од Мишарске битке, па све до освајања шабачке тврђаве, учествовао је у непрекидним борбама по Мачви, Китогу и Дрини, наносећи тешке губитке Турцима. Иако постаје први командант града, одмах након његовог освајања био је и даље на скоро свим фронтовима где су се устаници разрачунавали са Турцима, посебно у биткама на левој обали Дрине, између Зворника и Сребренице.

## Први српски устанак
Када су марта 1800. године шабачки јањичари убили његовог брата од стрица Ранка, Луки је било јасно шта намеравају. Проценио је да се треба дизати против њих.
Први је у Шабачкој нахији 1804. године устао против Турака, створио устаничку чету и изабран је за војводу („постао вођ шабачким Тамнавцима и Посавцима где год би се сударили с Турцима“) у првој половини 1805. године. Том приликом, Лука се распопио. Брзо је избио у прве редове, поставши цењена и омиљена личност у народу.
Учествовао је у ослобађању Соколске и Ужичке нахије. Напуштајући Ужице, Турци су устаницима платили велику глобу. Од Бега Новљанина, по чијем је налогу убијен кнез Ранко, Лука је добио арапског ата и скупоцену опрему.
У пролеће 1806. године, Турци су упали у Свилеуву и запалили неколико кућа, између осталих и Лукину. Лука их је сачекао у Чучугама и нанео им велике губитке.

### Бој на Мишару
Учествовао је у свим бојевима против Турака у Подрињу, али се нарочито истакао у боју на Мишару (1806. године). Тад је (заједно са Матејом Ненадовићем) командовао српском коњицом која је на уговорени знак вешто извршила познати маневар (јуриш) и пресудно допринела српској победи. У најжешћем окршају, Лука се у једном врбаку крај речице Думаче сукобио са чувеним Кулин-капетаном. Том приликом поп Лука је био рањен, док су Кулин-капетана убили устаници.
Бој на Мишару донео је највећу славу управо њему, који је командовао коњицом од око две хиљаде коњаника. Док су скривени у шуми око Мишара чекали на знак врховног вожда Карађорђа да крену у бој, он је издао специјалну наредбу четовођама и мегданџијама у којој је поручио да од њих зависи исход битке и да Србија од њих не тражи њихове животе, већ победу. А она се чекала од Косова. И њу, како им је рекао, само они могу, на својим сабљама донети.
Када је коначно дошао час за бој, са главницом своје коњице стуштио се ка главном турском штабу. Чудо од јунаштва и храбрости, он је у том сукобу задобио неколико рана, али је са својом коњицом и са својим Посавотамнавцима успео да се освети Кулин-капетану (Мехмед-бегу Куленовићу), познатом турском силнику који се прочуо по честим упадима преко Дрине и зверствима над рајом. После тога, вожд Карађорђе га је назвао својом десном руком и посинком.

### Командант шабачке тврђаве
После ослобођења Шапца, вожд Карађорђе га је поставио за команданта шабачке тврђаве, и на тој дужности је био од 1807. до 1813. године. Прича се да се показао као добар старешина који се бринуо да заведе ред у граду и да се суди по правди. У пролеће 1809. године, Лука је (са јединицама Шабачке нахије) опколио Турке у Јањи и Бијељини, али су се устаници ипак морали повући преко Дрине.
Крајем јуна 1811. године, Лука је постављен за команданта сектора од Саве до Лознице. Под његову команду стављене су војводе Стојан Чупић, Анта Богићевић и Сима Катић.

## Емиграција
У време пропасти Првог српског устанка, 1813. године, поп Лука је напустио Србију и наредне године провео је у емиграцији. Првобитно је кратко боравио у Срему у тадашњој Аустрији: прво у карантину у шумама манастира Фенек, затим у Голубинцима, па у горњој тврђави у Петроварадину. Затим је одведен у Јуденбург у Штајерској, где је живео скромно и повучено. Одатле је заједно са осталим устаничким старешинама упућен у Хотин у Бесарабији (Русију), где је живео до 1832. године. Од руске владе примао је 300 дуката годишње, истовремено се бавећи трговином и узимајући спахилуке у закуп.

## Повратак у домовину
На позив кнеза Милоша Обреновића да напусти туђи свет, поп Лука се вратио у Шабац са својом породицом јуна 1833. овог пута са својом другом супругом Данојлом и синовима Александром, Владимиром и Костом. Шабац га је дочекао веома свечано. Са коњицом и са колима пуним дарова,а на поклон је добио и коња зелено-беле гриве, баш каквог је у младости и мегданима најрадије јахао. Опет на коњу, застајући на Мишару, где је пољубио земљу заливену крвљу мишарских јунака, дошао је у Шабац, у кућу у главној улици коју је добио на поклон.
Пред крај живота нашао се у тешкој материјалној ситуацији и био је принуђен да узима новац на зајам под неповољним условима. Почетком 1847. године добио је пензију.
Био је велики противник кнеза Милоша и династије Обреновића. Године 1842. за време буне Томе Вучића, по наредби кнеза Михаила Обреновића, Лука Лазаревић бива ухапшен и смештен у затвор. После промене династије (кад су Карађорђевићи дошли на власт), постао је члан Државног савета.
Умро је у Шапцу, 29. априла 1852. Сахрањен је поред шабачке цркве.

## Карактер
Лазаревић је био тамнокос, сурове кости, спретан, од мало речи; живахна, енергична, уредна, оштра особа, слушао је старије. Од свих команданата највише је поштовао Петра Добрњца и Миленка Стојковића. Мрзео је босанске "Турке" (муслимане), али их је називао већим херојима од правих Турака. Иако познат и почашћен, никада није вршио ниједну врсту тираније, нити је жудио за богатством. Чак је и у старости носио пушку, сабљу и два пиштоља.

## Наслеђе
Постоје епске песме које укључују Луку Лазаревића као централног у причи (као што је Вишњићев Лука Лазаревић и Пејзо).
Улице које носе његов назив налазе се у Београду, Новом Саду, Нишу, Шапцу, Књажевцу, Коцељеви, Владимирцима и другима. Улица у Београду има спомен плочу. Његов лик уврштен је у историјску драмску ТВ серију Вук Караџић (1987–88).